# Clubiona chevalieri
Clubiona chevalieri là một loài nhện trong họ Clubionidae.
Loài này thuộc chi Clubiona. Clubiona chevalieri được Lucien Berland miêu tả năm 1936.